# Topquark

Een proton en een antiproton botsen en vormen topquark en een antitopquark, die snel uiteenvallen

Een topquark is een van de zes quarks in het standaardmodel van de deeltjesfysica. De topquark is een up-type quark en heeft een lading van +2/3 keer de elementaire lading. Hij vormt samen met de bottomquark de derde generatie van quarks. De topquark is net als alle andere quarks een fermion en heeft een spin van 1/2. Het antideeltje van de topquark is de antitopquark, of ook wel topantiquark.
De topquark is bijzonder, omdat zijn massa vele malen groter is dan de andere vijf quarks. De topquark heeft een massa van 172,9±1,5 GeV/c2 en is daarmee ongeveer 35 keer zo zwaar als de bottomquark, de op een na zwaarste quark. De topquark is ook ongeveer 170 keer zo zwaar als het proton. Het gevolg is dat de levensduur van een topquark zeer kort is, 10−25 seconden. Hierdoor vervalt de topquark voordat hij de mogelijkheid krijgt om hadronen of mesonen te vormen, gebonden toestanden van meerdere quarks, zoals bij de andere vijf quarks het geval is. De topquark komt niet in de natuur voor en kan alleen worden geproduceerd in deeltjesversnellers.
Het bestaan van de topquark werd al voorspeld in 1973 door Makoto Kobayashi en Toshihide Maskawa om te verklaren dat er schending van de CP-symmetrie is in het verval van kaonen. Uiteindelijk werd de topquark in 1995 ontdekt met behulp van de CDF-detector en vervolgens de D0-detector op Fermilab. Kobayashi en Maskawa ontvingen in 2008 de Nobelprijs voor Natuurkunde voor de voorspelling van het bestaan van bottom- en topquarks. De naam topquark vindt zijn oorsprong in een artikel van Hariri.

## Productie van topquarks
Topquarks kunnen geproduceerd worden in paren, waarin een topquark en een antitopquark worden gemaakt. Dit gebeurt door middel van de sterke wisselwerking, waarbij gluonen en/of lichtere quarks met voldoende energie interactie aangaan om een topquarkpaar te creëren. Een andere, mindere voorkomende mogelijkheid is om losse (anti)topquarks te maken, zonder in dezelfde botsing het antideeltje te maken. Deze laatste mogelijkheid wordt single top production genoemd en ontstaat door de zwakke wisselwerking. In 2006 leverde het D0-experiment het eerste experimenteel bewijs voor het bestaan ervan.

## Verval van topquarks
Na de korte levensduur vervalt de topquark in 99,9% van de gevallen naar een bottomquark en een W-boson, via de zwakke wisselwerking. De nog overige 0,1% wordt gevormd door het verval naar een strange-quark of een downquark, in combinatie met een W-boson.